# Phylloicus superbus
Phylloicus superbus är en nattsländeart som beskrevs av Banks 1938. Phylloicus superbus ingår i släktet Phylloicus och familjen Calamoceratidae. Inga underarter finns listade i Catalogue of Life.